# Fimbristylis falcata
Fimbristylis falcata là loài thực vật có hoa trong họ Cói. Loài này được (Vahl) Kunth mô tả khoa học đầu tiên năm 1837.